# Orel (Permský kraj)
Orel dříve Orel-Gorodok nebo Kergedan (rusky Орёл) je vesnice v usolském okrese v Permském kraji v evropské části Ruska. Žije zde 1 556 obyvatel (2021).

## Geografie
Vesnice se nachází na pravém břehu řeky Kama, 10 km jižně od Usolje, poblíž ústí řeky Jajva.

## Historie
Osada byla založena pod jménem Orlovský volok ruským kupcem a průmyslníkem Grigorijem Anikejevičem Stroganovem v roce 1564. Vznikla jako opevněná dřevěná tvrz se třemi branami, dvěma věžemi a vykáceným okolím. Na jižní straně byla pevnost chráněna širokým a hlubokým příkopem. Orlovský volok se brzy stal jedním z hlavních panství rodu Stroganovovů ve Velikém Permu. Místní domorodci Komi-Permjaci osadu nazývali Kergedan, tedy město u ústí řeky.
Orjol-gorodok sloužil jako jedna z hlavních pevností pro rozvoj západní Sibiře. Dne 1. září 1581 se z městečka vypravil oddíl kozáků pod vedením atamana Jermaka na tažení za Kamenný pás, což je považováno za tažení které dobylo Sibiř.
O rozvoj osady se zasloužil především Nikita Stroganov, syn zakladatele, který postavil v osadě vodní mlýn, kovárny ale především solivary. Osada se stala centrem výroby soli v celém kraji. S připojením Sibiře k rskému státu a postupným vznikem celé řady opevněných tvrzí poklesl význam Orjol-Gorodku, který skončil v týlu a proměnil se v obchodně-řemeslnou vesnici. Na začátku 17. století si řeka Kama vyhloubila nové koryto řeky a částečně tak zničila starou část osady, která již nebyla obnovena. To vedlo ke zmenšení velikosti osady a k rychlému úpadku řemeslné výroby.
Ve 30. letech 17. století přesunul Nikita Stroganov centrum solného průmyslu z Orjol-Gorodku do Novoje Usolje. V osadě se dále ale rozvíjelo kovářství, menší hutě, koželuhové dílny a ve druhé polovině 17. století se zde objevila výroba cihel a střešních tašek. V Orjol-Gorodku se v tu dobu objevily první kamenné kostely. Na přelomu 17. a 18. století se ale výroba cihel a střešních tašek přesunula do Solikamsku.
Koncem 17. století se prudce zmenšilo území Orjol-Gorodku, které bylo každoročně zaplavováno při jarních záplavách. V roce 1706 stroganovský úředník Prokopij Voronov požádal o povolení přemístit vodou odplavený kostel Nanebevzetí Panny Marie na jiné místo. V důsledku častých povodní se většina obyvatel přestěhovala na opačný břeh řeky Kama a tím vznikla současná osada Orel.
V roce 1735 byl v osadě postaven kamenný kostel Nanebevzetí Panny Marie, na jehož výstavbu bylo využito materiálu z původního kostela.
V roce 1944 byla osada povýšena na sídlo městského typu, ale v roce 2018 jí byl tento status odebrán a stala se opět vesnicí.

## Pamětihodnosti
- Jermakův pomník z roku 1981, který připomíná, že v roce 1581 se z osady vydal Jermak se svými kozáky dobýt Sibiř.[4]
- Kostel Nanebevzetí Panny Marie z roku 1735